# Обретеник
Обретеник (болг. Обретеник) — село в Болгарии. Находится в Русенской области, входит в общину Борово. Население составляет 1 566 человек.

## Политическая ситуация
В местном кметстве Обретеник, в состав которого входит Обретеник, должность кмета (старосты) исполняет Тодор Илиев Тотев (Граждане за европейское развитие Болгарии (ГЕРБ)) по результатам выборов правления кметства.
Кмет (мэр) общины Борово — Иван Георгиев Попов (Граждане за европейское развитие Болгарии (ГЕРБ)) по результатам выборов в правление общины.